# John Overall
John Overall, född 1561, död 1619, var en engelsk biskop. Han föddes som son till George Overall, som dog i juli 1561, och han började studera vid Hadleigh Grammar School innan han istället började på St John's College i Cambridge. Den 14 oktober 1591 blev han en sorts dekanus, vilket skedde samma år som han prästvigdes. Mellan 1591 och 1592 var Overall kyrkoherde i Trumpington innan han istället blev kyrkoherde i Epping. Overall var vän med den mystiske poeten William Alabaster och var även handledare åt Robert Devereux, 2:e earl av Essex vid Trinity College. 1602 utsågs han till rektor i Algarkirk, Lincolnshire; en position han behöll under tre år. Under denna tid omnämndes Overall som något av en "anglokatolik" av den radikale predikanten Thomas Scott.
Overall var närvarande vid jesuiten Henry Garnets avrättning den 3 maj 1606. Under 1610 sanktionerades hans verk Convocation Book, även om det inte publicerades först långt senare. Året därpå arbetade Overall med översättningen av King James Bible och han arbetade främst med kapitlen Första Moseboken till Första Kungaboken; Overalls namn nämns i utgåvorna från 1611 och 1613. Under tiden han arbetade med King James Bible blev han vän med Lancelot Andrewes och tillsammans grundade de den arminianska delen av den engelska kyrkan.
Overall avled under 1619. Det är okänt exakt när och hur han dog, men William Camden skrev i sin dagbok att Overall avled den 7 maj och detta ska ha ägt rum i Norwichkatedralen.